# Allée Louise-Labé
L'allée Louise-Labé est une voie du 19e arrondissement de Paris, en France.

## Situation et accès
L'allée Louise-Labé est une voie privée située dans le 19e arrondissement de Paris. Elle débute au 19, rue Rébeval et se termine au 61, avenue Simon-Bolivar.

## Origine du nom
Elle porte le nom de la poétesse française Louise Labé (1524-1566), surnommée « la Belle Cordière ».

## Historique
Cette voie de desserte est créée en 1973 dans le cadre de l'aménagement de l'îlot 7, secteur Rébeval-Nord, et prend sa dénomination actuelle par un décret préfectoral du 18 mars 1974. 